# Atletica leggera ai Giochi della III Olimpiade - Lancio del martello con maniglia corta
La gara del lancio del martello con maniglia corta dei Giochi della III Olimpiade si tenne il 1º settembre 1904 al Francis Field della Washington University di Saint Louis.

## La gara
Étienne Desmarteau ha vinto il titolo USA nel 1902, battendo James Mitchel (rispettivamente, 10,21 metri e 9,89 m). Il 4 luglio John Flanagan ha vinto il titolo nazionale con 10,895 m, nuovo record dei campionati. Tutti e tre sono presenti a Saint Louis. 

Sia Desmarteau che Flanagan fanno il loro miglior lancio al primo turno. Non si migliorano nei turni successivi. Flanagan fa due nulli e viene quasi raggiunto da Mitchel, che si ferma a tre cm meno di lui.

## Risultati

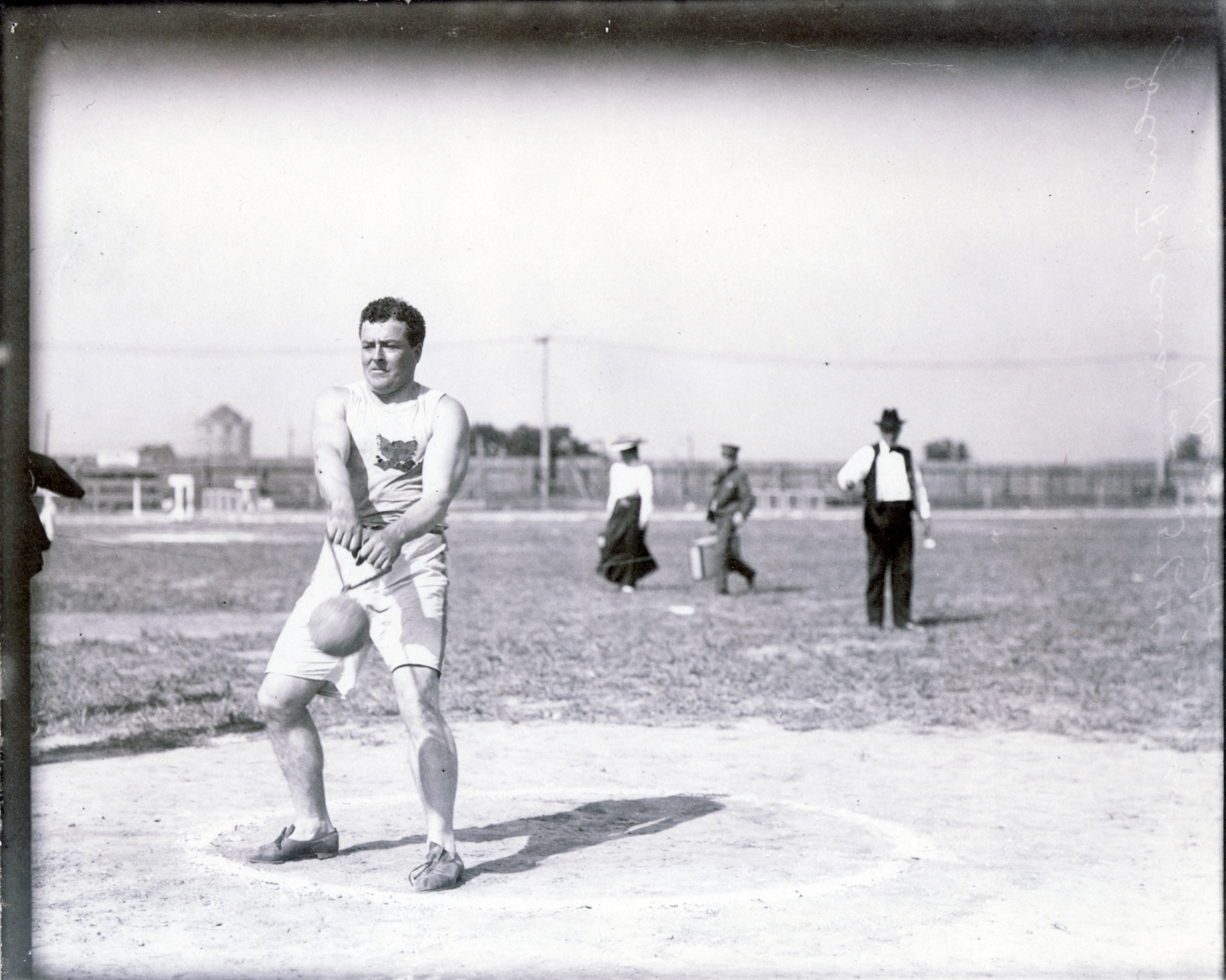
John Flanagan, il secondo classificato.

| Pos.    | Atleta             | Nazione     | Età | Misura |
| ------- | ------------------ | ----------- | --- | ------ |
| Oro     | Étienne Desmarteau | Canada      | 31  | 10,46  |
| Argento | John Flanagan      | Stati Uniti | 31  | 10,16  |
| Bronzo  | James Mitchel      | Stati Uniti | 40  | 10,13  |
| 4       | Charles Hennemann  | Stati Uniti | 38  | 9,18   |
| 5       | Charles Chadwick   | Stati Uniti | 30  | n/d    |
| 6       | Ralph Rose         | Stati Uniti | 19  | 8,53   |